# Karl-Oscar Liiv
Karl-Oscar Liiv (ur. 19 czerwca 1993) – estoński kierowca wyścigowy.

## Kariera
Karierę rozpoczął od startów w kartingu. W 2008 roku zadebiutował w cyklu serii wyścigów samochodów jednomiejscowych – Formule Renault. W fińskiej edycji Estończyk zmagania zakończył na 4. miejscu, natomiast w Pucharze NEZ był szósty.
W 2009 roku podpisał kontrakt z ekipą MP Motorsport i brał udział w pełnym sezonie Formuły Renault NEC 2.0. Liiv sześciokrotnie znalazł się w czołowej dziesiątce, najwyższą lokatę uzyskując w pierwszym starcie na niemieckim torze Nürburgring, gdzie był ósmy. Zdobyte punkty sklasyfikowały go na 16. pozycji. Wystartował także w europejskim odpowiedniku tej serii, zaliczając cztery eliminacje w drugiej fazie mistrzostw. Estończyk nie zdobył jednak żadnych punktów. I tu najlepszy wynik zanotował w sobotniej rywalizacji na słynnym niemieckim obiekcie, dojeżdżając na piętnastej lokacie.
W sezonie 2010 kontynuował współpracę z holenderskim zespołem. Estończyk wziął udział w ośmiu rundach europejskiego cyklu (opuścił wyścigi w Czechach i we Francji). Liiv siedmiokrotnie sięgał po punkty, a najwyższą pozycję uzyskał w inauguracyjnym starcie w Aragonii, gdzie zajął piątą lokatę. Ostatecznie rywalizację ukończył na 14. miejscu. Oprócz regularnych startów, wystartował także w trzech rundach północnoeuropejskiej edycji. 17-latek trzykrotnie stanął na podium, a podczas zmagań na torze w Assen triumfował w obu wyścigach (w jednym startował z pole position). Uzyskane punkty uplasowały go na 10. lokacie.
W trzecim roku współpracy Liiv wystartował w pełnym wymiarze zarówno w europejskim, jak i północnoeuropejskim pucharze Formuły Renault. W pierwszej z nich zanotował wyraźnie słabszy sezon w stosunku do poprzedniego. Estończyk w zaledwie jednym wyścigu zdobył punkty, plasując się na czwartej pozycji w sobotnim starcie na Nürburgringu. W Formule Renault NEC 2.0 spisał się dużo lepiej. W trakcie zmagań ośmiokrotnie plasował się w czołowej dziesiątce, a podczas rywalizacji w czeskim Moście dwukrotnie znalazł się na czwartej lokacie. Zdobyte punkty sklasyfikowały go odpowiednio na 17. i 9. miejscu.